# Сергеј Дмитријев
Сергеј Игоревич Дмитријев (рус. Серге́й И́горевич Дми́триев; 19. март 1964 — 26. децембар 2022) био је руски фудбалер и фудбалски тренер.

## Биографија
У Совјетском Савезу је играо за Зенит Лењинград, ФК Динамо Москва и ПФК ЦСКА Москва. Играо је и за шпански Херез ЦД, аустријски ФК Штал Линц, швајцарски ФК Ст. Гален, израелски Хапоел Ашкелон и у Немачкој за СпВгг Бекум. По повратку у Русију играо је за Зенит Санкт-Петербург, ФК Тјумењ, ФК Спартак Москва, ФК Динамо Санкт-Петербург, ФК Кристал Смоленск и ФК Светогорец. Са лењинградским Зенитом и московским ЦСКА освојио је шампионску титулу, а са ЦСКА куп. Освојио је првенство Русије са Спартаком из Москве и Куп Русије са ФК Динамо Санкт Петербург. Играо је на 4 утакмице и постигао 2 гола у Купу европских шампиона, у квалификацијама је наступио на 2 меча и постигао 1 гол, у Купу победника купова је наступио на 2 меча и постигао 1 гол и у Купу УЕФА играо на 2 утакмице.
Дмитријев је наступио 6 пута за репрезентацију Совјетског Савеза. Био је члан екипе која је 1988. освојила сребро на Европском првенству у Западној Немачкој, али није одиграо ни једну утакмицу. Једини гол за репрезентацију Совјетског Савеза постигао је 2. фебруара 1985. у пријатељској утакмици против Марока.
Друга супруга, Светлана Лаухова, била је атлетичарка. Преминуо је од последица леукемије 26. децембра 2022. у 58. години.

## Успеси

### Клуб
- Првенство СССР: 1984, 1991.
- Првенство Русије: 1997.
- Куп Русије: 1998.

### Репрезентација
СССР
- Сребрна медаља Европско првенство 1988. у Западној Немачкој